# Verkhnodniprovsk
Verkhnodniprovsk (em ucraniano:   Верхньодніпровськ; em russo:   Верхнеднепровск) é uma cidade da Ucrânia, situada no Oblast de Dnipropetrovsk. Tem 10,0 km² de área e sua população em 2020 foi estimada em 15.915 habitantes.